# Cámara de Representantes de Nigeria
La Cámara de Representantes es la cámara baja de la Asamblea Nacional bicameral de Nigeria. El Senado es la cámara alta.
La Cámara de Representantes tiene 360 miembros que son elegidos en distritos uninominales utilizando el sistema de mayoría relativa (o mayoría simple). Los miembros sirven términos de cuatro años. El presidente de la Cámara de Representantes de Nigeria es el presidente de la cámara.

## Delegaciones estatales de Nigeria
La Constitución de la República Federal de Nigeria supone una Asamblea Nacional para la federación que consta de un Senado y una Cámara de Representantes. El Senado consta de tres miembros del Senado de cada estado de Nigeria y un miembro del Senado del Territorio de la Capital Federal, Abuya. Debe haber trescientos sesenta miembros en total, que representen distritos electorales para la Cámara de Representantes Federal.
| Estado                           | Senadores | Representantes |
| -------------------------------- | --------- | -------------- |
| Abia                             | 3         | 8              |
| Adamawa                          | 3         | 8              |
| Akwa Ibom                        | 3         | 10             |
| Anambra                          | 3         | 11             |
| Bauchi                           | 3         | 12             |
| Bayelsa                          | 3         | 5              |
| Benue                            | 3         | 11             |
| Borno                            | 3         | 10             |
| Cross River                      | 3         | 8              |
| Delta                            | 3         | 10             |
| Ebonyi                           | 3         | 6              |
| Edo                              | 3         | 9              |
| Ekiti                            | 3         | 6              |
| Enugu                            | 3         | 8              |
| Gombe                            | 3         | 6              |
| Imo                              | 3         | 10             |
| Jigawa                           | 3         | 11             |
| Kaduna                           | 3         | 16             |
| Kano                             | 3         | 24             |
| Katsina                          | 3         | 15             |
| Kebbi                            | 3         | 8              |
| Kogi                             | 3         | 9              |
| Kwara                            | 3         | 6              |
| Lagos                            | 3         | 24             |
| Nasarawa                         | 3         | 5              |
| Níger                            | 3         | 10             |
| Ogun                             | 3         | 9              |
| Ondo                             | 3         | 9              |
| Osun                             | 3         | 9              |
| Oyo                              | 3         | 14             |
| Plateau                          | 3         | 8              |
| Rivers                           | 3         | 13             |
| Sokoto                           | 3         | 11             |
| Taraba                           | 3         | 6              |
| Yobe                             | 3         | 6              |
| Zamfara                          | 3         | 7              |
| Territorio de la Capital Federal | 1         | 2              |
| Total                            | 109       | 360            |

## Líderes del partido
Los líderes y látigos de los partidos son elegidos por sus respectivos partidos en un caucus a puerta cerrada mediante votación secreta. Con el APC con la mayoría de los escaños y el PDP con una minoría, los líderes actuales en la 8.ª Asamblea Nacional son: el líder de la mayoría Femi Gbajabiamila, el líder de la minoría Ado Garba Alhassan, el líder de la minoría Ogor Okuweh y el líder de la minoría Umar Barde Yakubu.